# 391 km
391 km (ros. 391 км) – przystanek kolejowy w miejscowości Skangali, w rejonie pytałowskim, w obwodzie pskowskim, w Rosji. Leży na linii dawnej Kolei Warszawsko-Petersburskiej.